# Таліта Діггс
Таліта Ланей Кларк Діггс (англ. Talitha LaNae Clark Diggs; нар. 22 серпня 2002) — американська легкоатлетка, яка спеціалізується на спринті.

## Спортивні досягнення
Чемпіонка світу з естафетного бігу 4×400 метрів (2022). Фіналістка (8-е місце) чемпіонату світу з бігу на 400 метрів (2023).
Срібна призерка чемпіонату світу в приміщенні з естафетного бігу 4×400 метрів (2024). Фіналістка (5-е місце) чемпіонату світу в приміщенні з бігу на 400 метрів (2024).
Чемпіонка США з бігу на 400 метрів (2022).
Віцечемпіонка США в приміщенні з бігу на 400 метрів (2024).

## Сім'я
Мати — Джоетта Кларк Діггс (нар. 1962) — бронзова призерка чемпіонату світу в приміщенні з бігу на 800 метрів (1993, 1997).
Тітка — Джерл Майлз Кларк (нар. 1966) — олімпійська чемпіонка з естафетного бігу 4×400 метрів (1996, 2000).
Тітка — Гейзел Кларк (нар. 1977) — багаторазова чемпіонка США з бігу на 800 метрів (2000, 2005, 2006, 2008, 2009).